# جويل أندرسون
جويل أندرسون (بالسويدية: Joel Andersson)‏ (11 نوفمبر 1996 غوتنبرغ السويد - ) هو لاعب كرة قدم سويدي يلعب كلاعب وسط.

## روابط خارجية
- جويل أندرسون على موقع الاتحاد الأوربي (الإنجليزية)
- جويل أندرسون على موقع اتحاد السويد (السويدية)
- جويل أندرسون على موقع قاعدة بيانات كرة القدم.إي يو (الإنجليزية)
- جويل أندرسون على موقع ناشيونال فوتبول تيمز (الإنجليزية)
- جويل أندرسون على موقع Soccerbase.com (لاعب) (الإنجليزية)
- جويل أندرسون على موقع Soccerway.com (الإنجليزية)
- جويل أندرسون على موقع عالم كرة القدم.نت (الإنجليزية)